# Styela squamosa
Styela squamosa är en sjöpungsart som beskrevs av Herman 1881. Styela squamosa ingår i släktet Styela och familjen Styelidae. Inga underarter finns listade i Catalogue of Life.